# Мокильский язык
Мокильский язык (Mokil, Mokilese, Mwoakilese, Mwoakiloa) - микронезийский язык, на котором говорят на острове Понпей; на атолле Мокиль, восточнее от Каролинских островов в ФШМ, а также около 450 человек (2010) на территории США. В США язык почти исчез. Схожесть в лексике: 79% с пингелапским и 75% с понапе.